# Jennifer Rhines

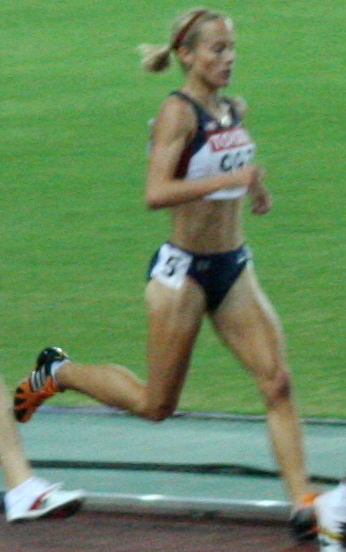
Jennifer Rhines bei den Weltmeisterschaften 2007

Jennifer „Jen“ Rhines (* 1. Juli 1974 in Syracuse, New York) ist eine amerikanische Langstreckenläuferin.
Als Studentin der Villanova University wurde sie im Crosslauf 1994, über 5000 Meter von 1994 bis 1996 im Freien und 1995 in der Halle NCAA-Meisterin.
1998 wurde sie als Siegerin des Jacksonville River Runs US-Meisterin im 15-km-Straßenlauf. 2000 kam sie bei den Crosslauf-Weltmeisterschaften in Vilamoura auf den 13. Platz und gewann mit der Mannschaft Bronze. Als Zweite der US-Ausscheidungskämpfe im 10.000-Meter-Lauf qualifizierte sie sich für die Olympischen Spiele in Sydney, bei denen sie jedoch in der Vorrunde ausschied. Im Jahr darauf kam sie bei den Weltmeisterschaften in Edmonton über 10.000 Meter auf den 22. Platz.
2002 wurde sie Zwölfte bei den Crosslauf-Weltmeisterschaften in Dublin und holte mit dem US-Team Silber. Im Sommer wurde sie nationale Meisterin über 10.000 Meter. Bei ihrem Debüt über die 42,195-km-Distanz kam sie beim Chicago-Marathon auf den 14. Platz.
2003 siegte sie beim Halbmarathonbewerb des San-Diego-Marathons sowie beim Falmouth Road Race, wurde Dritte beim Halbmarathon des Grandma’s Marathon und Zweite beim Philadelphia-Halbmarathon. Auch der zweite Start über die Volldistanz verlief mit einem 17. Platz beim New-York-City-Marathon enttäuschend.
Beim US-Ausscheidungskampf für den Marathon der Olympischen Spiele in Athen qualifizierte sie sich als Dritte und verbesserte sich dabei um mehr als elf Minuten auf 2:29:57 h. Beim olympischen Marathon lief sie dann auf Rang 34 ein.
2005 siegte sie erneut beim Jacksonville River Run. Bei den Weltmeisterschaften in Helsinki belegte sie über 10.000 Meter Platz 16 und beim New-York-City-Marathon Platz 18. 2006 wurde sie Vierte beim Rom-Marathon und Siebte beim Tokyo International Women’s Marathon. Wie im Vorjahr wurde sie 2007 Zweite in Jacksonville, und bei den Weltmeisterschaften in Ōsaka wurde sie Siebte über 5000 Meter. Über dieselbe Distanz qualifizierte sie sich im Jahr darauf für die Olympischen Spiele in Peking, bei denen sie auf den 14. Platz kam. 2009 folgte ebenfalls über 5000 Meter ein neunter Platz bei den Weltmeisterschaften in Berlin.
Im Herbst 2010 kehrte sie zum Straßenlauf zurück. Beim Tufts Health Plan 10K for Women wurde sie Dritte. Einem Sieg beim Halbmarathonbewerb des Las-Vegas-Marathons folgte zu Beginn 2011 der Titelgewinn bei der US-Meisterschaft im Halbmarathon.
Jennifer Rhines ist 1,60 m groß und wiegt 48 kg. Sie lebt in Mammoth Lakes und wird von ihrem Ehemann Terence Mahon trainiert.

## Persönliche Bestzeiten
- 1500 m: 4:09,52 min, 20. Mai 2007, Carson
- 1 Meile (Halle): 4:33,42 min, 19. Januar 2008,	New York City
- 2000 m: 5:51,69 min, 7. Juni 2009, Eugene
- 3000 m: 8:35,03 min, 25. Juli 2007, Monaco
  - Halle: 8:59,98 min, 23. Februar 2008, Boston
- 5000 m: 14:54,29 min,	6. Juni 2008, Oslo
  - Halle: 15:27,87 min, 7. Februar 2009, Boston
- 10.000 m: 31:17,31 min, 29. April 2007, Palo Alto
- 10-km-Straßenlauf: 32:16 min,	11. Oktober 2010, Boston
- 15-km-Straßenlauf: 48:58 min, 10. März 2007, Jacksonville
- Halbmarathon: 1:11:14 h, 29. Januar 2011, Houston
- Marathon: 2:29:32 h, 26. März 2006, Rom